# Ullern

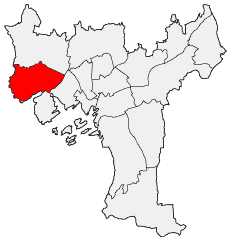
Lage von Ullern in Oslo

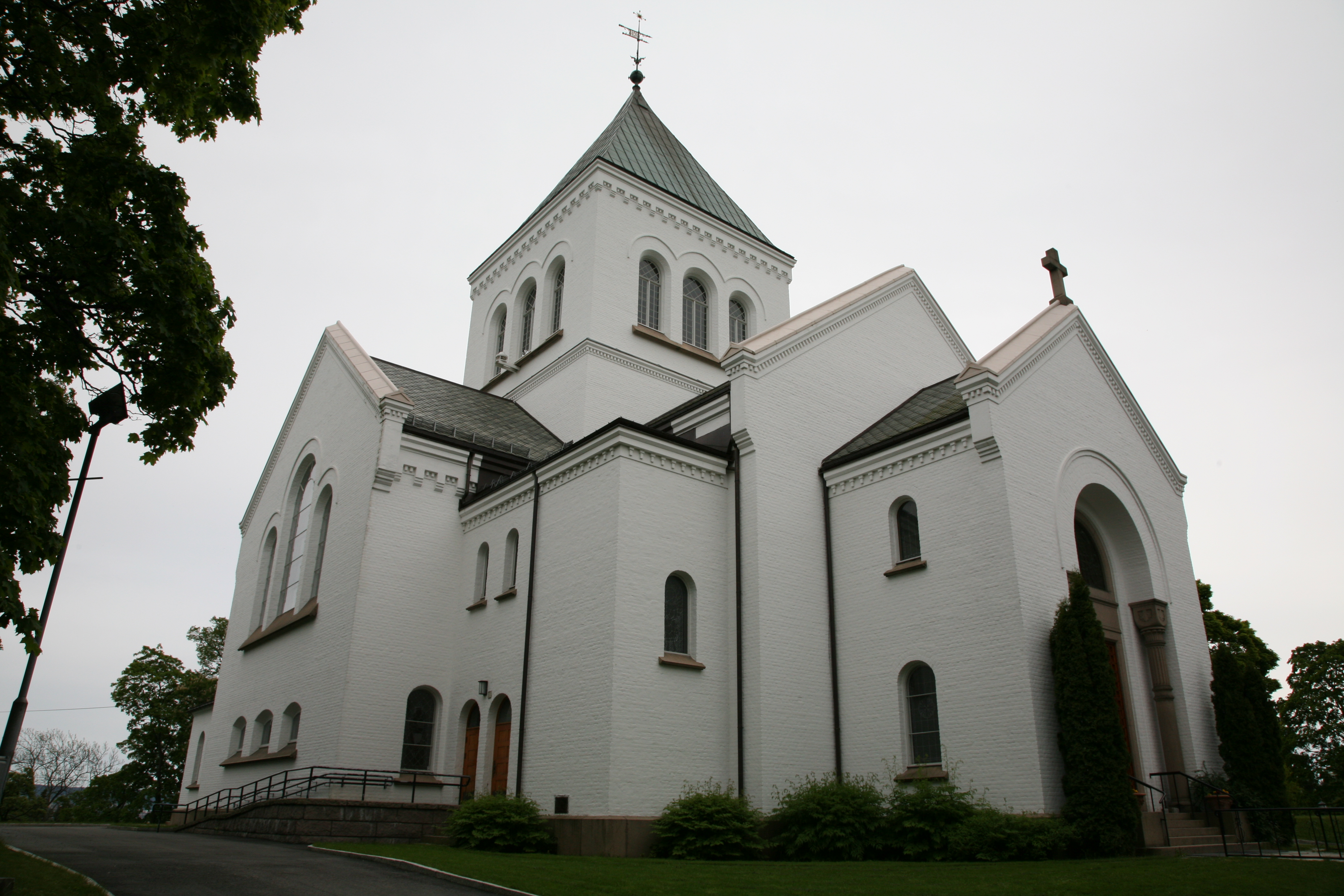
Ullern Kirche in Oslo

Ullern ist ein westlicher Stadtteil der norwegischen Hauptstadt Oslo. Er hat 34.569 Einwohner (2020) und eine Fläche von 9,4 km². Ullern war zunächst eine Gemeinde in Aker (1906), es wurde 1948 gemeinsam mit Aker nach Oslo eingemeindet. Der ursprüngliche Name Ullerns geht auf einen Hof aus dem 14. Jahrhundert zurück. In Ullern liegt auch die Künstlerkolonie Ekely mit dem Winteratelier des Malers Edvard Munch. Des Weiteren befindet sich im Zentrum des Stadtteils die 1904 erbaute Ullern kirke.